# Descarga MTV
Descarga MTV foi um programa de televisão da MTV Brasil. Era apresentado por Marcos Mion e Mionzinho ao vivo.

## A origem
Surgiu em Setembro de 2007 na véspera do Video Music Brasil 2007, satirizando as edições passadas da premiação. Entretanto, logo depois da premiação, o programa acabou.

## A volta
O programa voltou ao ar no dia 3 de março de 2008. Foi apresentado por Marcos Mion, que tinha Mionzinho como ajudante. Este vestia as roupas iguais às do primeiro e nunca falava; quando queria se expressar verbalmente, escrevia em uma lousa.
O programa seguia um estilo escrachado, não tendo uma despedida no final dos blocos, nem com limitações notáveis de certo quadro para outro.
Este era um programa muito moderno, com o uso do Twitter, o sósia de Marcos Mion lia as mensagens mais malucas possíveis e as mesmas eram exibidas em live real time
Quem ajudava a fazer o programa também aparecia de frente as câmeras, levando ao máximo a descontração no Chroma key da Antiga MTV

## Quadros
- Hit Descarga : Quadro em que a audiência participa com um vídeo de qualquer lugar cantando alguma canção.
- Two Descarga Boys: Quadro em que Mion e Mionzinho dublam uma música em frente à câmera.
- Momento da Carta: Quadro em que o apresentador lê cartas enviadas pelos telespectadores.
- Notícias que não mudaram sua vida essa semana: Noticias sobre celebridades, geralmente sem muita importância.
- Pérola Videoclíptica: Quadro em que Mion satiriza um clipe, mostra os defeitos e tira sarro do artista. Lembrando o Piores Clipes, programa de muito sucesso em 2000 a 2001, que fez até sua saída da MTV em 2002.
- Leilão: Mion lança uma pergunta a ser respondida pelos telespectadores. O dono da resposta mais criativa e engraçada fatura um prêmio que um artista leiloou.
- Que Prefieres?: Uma pergunta com duas opções é lançada a uma banda ou a artistas.
- Descarga neles: Quadro onde o mion contava uma história usando bonequinhos

## Curiosidades
- Na versão de 2008, Marcos Mion veio acompanhado do seu sósia Mionzinho (que já trabalhava com ele desde o programa Covernation).
- O Descarga MTV de 2008 estreou no dia 3 de março de 2008 com 30 minutos de Programa (21:00 até 21:30) e três blocos.
- No dia 12 de maio de 2008 a duração do programa aumentou para 45 minutos (20:45 até 21:30), passando a ter quatro blocos.
- Nesse mesmo dia, o programa teve uma participação especial de Marcelo Adnet, Dani Calabresa e Luisa Micheletti.
- No dia 19 de agosto de 2008, devido ao horário eleitoral das eleições municipais de São Paulo, o programa voltou a ter três blocos (21:00 até 21:30).
- No dia 2 de outubro de 2008 o programa não foi exibido em função da transmissão ao vivo do VMB 2008, cuja apresentação principal foi do próprio Mion.
- No dia 5 de junho de 2009 o programa foi o primeiro do mundo a exibir em Realtime comentários do Twitter.
- Em agosto de 2009, Marcos Mion assina um pré-contrato com a RecordTV, visto que seu contrato com a MTV estava no fim. Por conta disso, a emissora decidiu que o programa continuaria até dezembro, mas deixaria de ser ao vivo.
- No dia 1 de outubro de 2009 o programa não foi exibido em função da transmissão ao vivo do VMB 2009.
- Houve um programa especial no dia em que foi anunciada a morte do ícone Michael Jackson,mostrando imagens inéditas de uma fita da extinta TV TUPI